# Wirówka wzbogacająca

Schemat gazowej wirówki wzbogacającej

Wirówka wzbogacająca – szybkoobrotowa wirówka, w której pod wpływem sił odśrodkowych następuje rozdzielenie izotopów uranu związanego w postaci gazowego fluorku uranu, 235UF6 i 238UF6.
Naturalnie występujący uran zawiera ok. 99,3% izotopu 238U, 0,7% 235U i śladowe ilości 234U. Podczas wirowania izotop 235U jako lżejszy pozostaje w komorze środkowej jako uran wzbogacony, natomiast izotop 238U przemieszcza się ku ściankom wirówki jako uran zubożony. Aby uzyskać wystarczającą koncentrację uranu wzbogaconego, stosuje się wiele układów wirówek połączonych szeregowo.
Opisana metoda wzbogacania była stosowana do wzbogacania uranu do zastosowań cywilnych (reaktory: z 0,7% do 3,3%), a także do zastosowań wojskowych (bomba atomowa: z 0,7% do 90%).